# خاميكا بينغهام
خاميكا بينغهام (من مواليد 15 يونيو 1994) هي رياضية كندية في سباقات المضمار والميدان و تختص في 100 متر . وقد مثلت كندا في ألعاب عموم أمريكا ، وألعاب الكومنولث وبطولات العالم في ألعاب القوى .
ولدت بينغهام في 15 يونيو 1994 في نورث يورك ، أونتاريو . في الأصل هي لاعبة جمباز على المستوى الوطني ، تحولت إلى السباق بسبب العبء المالي على أسرتها أثناء لعبها الجمباز. 
في يوليو 2016 ، تم تعيينها رسميا في الفريق الأولمبي الكندي . 

## روابط خارجية
- خاميكا بينغهام على موقع الاتحاد الدولي لألعاب القوى (الإنجليزية)
- خاميكا بينغهام على موقع الاتحاد الكندي لألعاب القوى (الإنجليزية)
- خاميكا بينغهام على موقع الدوري الماسي (الإنجليزية)
- خاميكا بينغهام على موقع اللجنة الأولمبية الدولية (الإنجليزية)
- خاميكا بينغهام على موقع أوليمبيديا (الإنجليزية)
- خاميكا بينغهام على موقع اللجنة الأولمبية الكندية (الإنجليزية)
- خاميكا بينغهام على موقع اتحاد ألعاب الكومنولث (مؤرشف) (الإنجليزية)